# ميخائيل وات
ميخائيل وات (بالإنجليزية: Michael Watt)‏ هو لاعب كرة قدم بريطاني في مركز حراسة المرمى، ولد في 27 نوفمبر 1970 في أبردين في المملكة المتحدة. شارك مع منتخب اسكتلندا تحت 21 سنة لكرة القدم. أما مع النوادي، فقد لعب مع بلاكبيرن روفرز ونادي أبردين ونادي كيلمارنوك ونورويتش سيتي.

## وصلات خارجية
- ميخائيل وات على موقع قاعدة بيانات كرة القدم.إي يو (الإنجليزية)
- ميخائيل وات على موقع Soccerbase.com (لاعب) (الإنجليزية)